# التلبينة (طعام)
التلبينة أو الحسو باللبن أو الحسوة باللبن أو حساء الشعير أو شوربة الشعير أو الرْوَاكة «كلاً يصنعها بطريقته» هي حساء من دقيق الشعير (عصيدة) بنخالته يضاف لهما كوب من الماء وتطهى على نار هادئة لمدة 5 دقائق ثم يضاف كوب من اللبن (حليب) وملعقة عسل. سميت تلبينة تشبيها لها باللبن في بياضها ورقتها.

## الفوائد الغذائية
يعتبر الشعير مصدرا جيدا للألياف الغذائية القابلة والغير قابلة للذوبان. يحتوي جزء الألياف القابلة للذوبان على أغنى مصدر للبيتا جلوكان مقارنة بأي نوع آخر من الحبوب؛ وهو ما يمكن أن يساعد على تقوية المناعة. يحتوي الشعير أيضًا على فيتامينات ب والحديد والمغنيسيوم والزنك والفوسفور والنحاس، وهو من أغنى مصادر الكروم، وهو مهم أيضا في الحفاظ على مستويات السكر في الدم. الشعير غني أيضًا بمضادات الأكسدة ويحتوي على تركيز عالٍ من التوكولات والتوكوترينول، وهي زيوت تساعد في تقليل مخاطر الإصابة بالسرطان وأمراض القلب.
للتلبينة عدة فوائد منها:
- مهدئة للتوتر العصبي.
- منشطة للكبد.
- مكافحة للامساك.
- تعالج الضعف العام.
- مفيدة لبطء النمو عند الأطفال.
- مقوية للذاكرة عند الصغار والكبار.
- تخفض الكوليسترول.
- تحوي مادة التربتوفان التي تساعد على التغلب على الأرق.
- مدرة لحليب المرضعة.
- تعالج الاكتئاب.

## في التاريخ
كتب ابن سينا في كتابه القانون في الطب في القرن الحادي عشر عن التأثيرات العلاجية لماء الشعير والحساء والمرق للحمى. بالإضافة إلى ذلك، يمكن تحميص الشعير وتحويله إلى شاي شعير محمص، وهو مشروب آسيوي شهير.

## ذكرها في الإسلام
ورد ذِكر «التلبينة» في أحاديث صحيحة منها:
- روى ابن ماجة من حديث عائشة قالت: كان رسول الله صلى الله عليه وسلم إذا أخذ أحداً من أهله الوعك أمر بالحساء من شعير فصنع ثم أمرهم فحسوا منه ثم يقول: (إنه يرتو فؤاد الحزين، ويسروا فؤاد السقيم، كما تسرو إحداكن الوسخ بالماء عن وجهها).[6] وينقل عن عائشة زوجة النبي محمد صلى الله عليه وسلم انه أوصى بالتداوي بها قائلا:«التلبينة مجمة لفؤاد المريض ومذهبة للحزن.».[7]
- وعن عائشة رَضِيَ اللَّهُ عَنْهَا أَنَّهَا كَانَتْ تَأْمُرُ بِالتَّلْبِينِ لِلْمَرِيضِ وَلِلْمَحْزُونِ عَلَى الْهَالِكِ، وَكَانَتْ تَقُولُ: إِنِّي سَمِعْتُ رَسُولَ اللَّهِ صَلَّى اللَّهُ عَلَيْهِ وَسَلَّمَ يَقُولُ (إِنَّ التَّلْبِينَةَ تُجِمُّ فُؤَادَ الْمَرِيضِ، وَتَذْهَبُ بِبَعْضِ الْحُزْنِ).[7]

قال النووي:(مَجَمَّةٌ) وَيُقَال: (مُجِمَّةٌ) أَيْ: تُرِيح فُؤَاده، وَتُزِيل عَنْهُ الْهَمّ، وَتُنَشِّطهُ «. يؤمن المسلمون أن العلاج بـ «التلبينة» يساعد على الوقاية من أمراض القلب والدورة الدموية؛ إذ تحمي الشرايين من التصلب - خاصة شرايين القلب التاجية - فتقي من التعرض لآلام الذبحة الصدرية وأعراض نقص التروية، واحتشاء عضلة القلب. أما المصابون فعليّاً بهذه العلل الوعائية والقلبية: فتساهم «التلبينة» بما تحمله من خيرات صحية فائقة الأهمية في الإقلال من تفاقم حالتهم المرضية، وهو ما قصده النبي محمد بقوله:» التلبينة مجمة لفؤاد المريض «أي: مريحة لقلب المريض».